# Adoxomyia hungshanensis
Adoxomyia hungshanensis är en tvåvingeart som beskrevs av Ouchi 1938. Adoxomyia hungshanensis ingår i släktet Adoxomyia och familjen vapenflugor. Inga underarter finns listade i Catalogue of Life.